# 166. rezervní divize (Wehrmacht)
166. rezervní divize (německy 166. Reserve-Division) byla pěší divize německé armády (Wehrmacht) za druhé světové války.

## Historie
Divize byla založena 26. října 1943 v okupovaném Dánsku a umístěna ve Francii. Od 4. ledna 1944 byla divize umístěna na poloostrově Walcheren v Nizozemí. 9. března 1945 byla 166. rezervní divize přejmenována na 166. pěší divizi.